# August Ferdinand Richter
August Ferdinand Richter (* 25. Januar 1822 in Nieder-Klobikau bei Merseburg; † 12. Oktober 1903 in Mariendorf) war ein deutscher Theologe und Mitglied des Preußischen Abgeordnetenhauses (1862–1879).

## Leben und Wirken
Richter wurde als Sohn eines Ökonomen geboren und studierte nach dem Besuch des Gymnasiums in Merseburg evangelische Theologie in Halle und Berlin. In Halle schloss er sich der Alten Halleschen Burschenschaft an und wurde 1861 auch Ehrenmitglied der Burschenschaft Germania Halle.
Nach seinem Studium arbeitete er ab 1849 als Pfarrer in Mariendorf. Von 1862 bis 1879 war er Mitglied des Preußischen Abgeordnetenhauses: 1862–1866 für den Wahlkreis Teltow/Beeskow/Storkow/Brandenburg, 1866–1867 für die Stadt Berlin (Wahlkreis Berlin 1) und 1867–1879 für Sangerhausen/Eckartsberga (Wahlkreis Sachsen-Merseburg 6). Er gehörte der Fraktion Grabow an, danach der Fraktion Linkes Zentrum und ab 1866 war er Mitglied der Nationalliberalen Partei, in der er sich ab 1867 im Vorstand engagierte.
August Ferdinand Richter wurde auf dem Kirchhof der Dorfkirche Mariendorf begraben.

## Ehrungen
Nach ihm wurde die Richterstraße in Berlin-Mariendorf benannt. An dieser Straße liegt auch der nach ihm benannte Richterteich.